# Gedeihstörung
Als Gedeihstörung wird eine Verzögerung der körperlichen Entwicklung eines Kindes bezeichnet, die häufig mit Auffälligkeiten in der motorischen und psycho-sozialen Entwicklung verbunden ist. Diese tritt in pädiatrischen Kliniken mit einer Häufigkeit von 2–25 % auf und ist in der entwickelten Welt meist ein Begleitsymptom einer Grunderkrankung.

## Diagnostik
Die Gedeihstörung ist keine Diagnose, sondern nur eine Beschreibung.
Diagnostische Kriterien sind:
- Unterschreitung der 3er-Perzentile für Körpergewicht und Körperlänge
- vermindertes Längensollgewicht
- Gewichtsverlust oder fehlender Zuwachs gegenüber Voruntersuchung (um mehr als 2 Hauptperzentilen)[2]

## Ursachen
Wie bereits erwähnt handelt es sich meist um ein Begleitsymptom einer Grunderkrankung. Durch diese kommt es zu:
- unzureichender Nahrungsaufnahme
- gestörter intestinaler Aufnahme (Malabsorption)

Häufige Grunderkrankungen, die mit einer Gedeihstörung einhergehen sind diverse Erkrankungen des Magen-Darm-Traktes, Nahrungsmittelallergien, zystische Fibrose, Zöliakie, Essstörungen.
Auch psychiatrische Erkrankungen der Kinder und deren Eltern (Münchhausen-Syndrom, Vernachlässigung) dürfen nicht außer Acht gelassen werden, da sie zu psychosozialem Kleinwuchs führen können.

## Therapie
Im Vordergrund steht die Therapie der Grunderkrankung. Weitere Therapie kann erfolgen durch:
- erhöhte Nahrungszufuhr
- Nahrungsanreicherung
- Trink- und Sondennahrung
- Parenterale Ernährung